# Anna Mathovani
Anna Mathovani (1954) es una famosa cantante indonesia, originaria de Bandung, pertenece a la línea de otros artistas indonesios famosos y contemporáneos como Tetty Kadi, Erni Djohan, Vivi Sumanti y entre otros. Sus canciones más conocidas hasta la fecha son:"Pertemuan", "Angsa putih", "Gita malam", "di Keheningan Malam" y,ucho más.
Su canción "di Keheningan Malam" (cip. Wiyarsih), fue una de las más famosas en la década de los años 1960, describió la atmósfera de confrontación entre Indonesia y Malasia. Anna también utilizó para reproducir películas con Bing Slamet titulado Ambición (1973), también se ha interpretado la canción "First Love" de la famosa película del mismo título, PRIMER AMOR, interpretada por Christine Hakim y Slamet Rahardjo.

## Discografía
- Antara Pria dan Wanita. (Remaco. RL-065)
- NGEBUT/RED RED WINE (Remaco. RL-082)
- PUTRI DUYUNG (Remaco. RL-087)
- RAMAYANA (Mutiara. MLL-053)
- MENANTI BALASAN (Mutiara. MLL-091)
- NASIB SEORANG PRAMURIA (Remaco. RLL-171)
- Pop Sunda volume 1 (Remaco. RLL-173)
- Pop Sunda volume 2 (Remaco. RLL-175)

Álbum Kumpulan
- ANEKA 12 volume 2. Di Keheningan Malam. (Remaco. RLL-004)
- SI BUYUNG (Remaco. RLL-012)
- 3 BINTANG POP (Remaco. RLL-040)
- MERRY CHRISTMAS (Silent Night, Holy Night; Blue Christmas. Remaco. RLL-062)
- AIR MATA KEKASIH (Diamond. DLL-007)

- Datos: Q8200127